# Ізидії

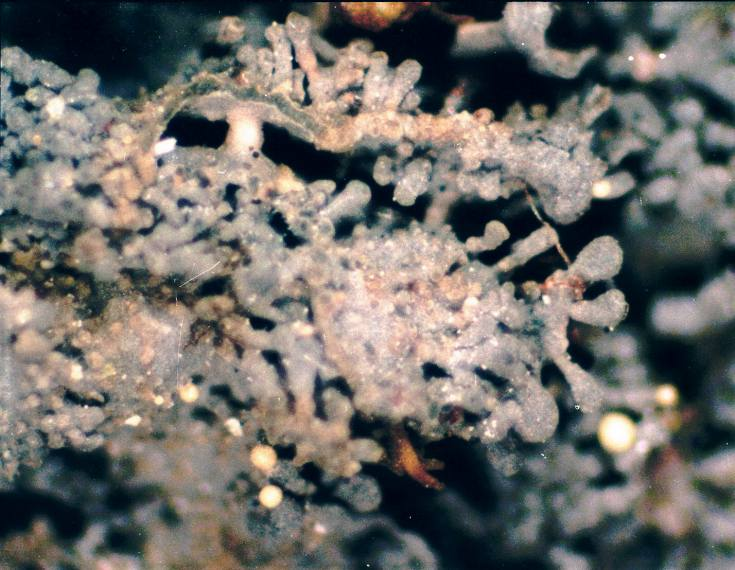
Ізидії лишайника Leptogium cyanescens

Ізидії — утворення на таломі деяких лишайників, які слугують для їх вегетативного розмноження. 
Являють собою кілька клітин водорості обплетених гіфами міцелію гриба і зовні покриті корковим шаром. Мають вигляд зернин, циліндричних або коралоподібних виростів чи маленьких листочків, їх форма постійна для кожного виду лишайника. На відміну від соредій, ізидії не висипаються на поверхню слані, а разом з її шматочками відламуються внаслідок дії зовнішніх факторів і за сприятливих умов розростаються в лишайник.
Це не єдиний спосіб розмноження лишайників. Утворювати ізидії здатні близько 15% їх видів, які філогенетично не є спорідненими.